# Blood Red Sandman
Blood Red Sandman – drugi singiel albumu The Monsterican Dream fińskiego zespołu Lordi. Teledysk do utworu jest jedynym teledyskiem albumu.

## Zawartość singla
1. „Blood Red Sandman” (single version) – 3:33
2. „To Hell With The Pop” – 4:24
3. „Pyromite” – 4:49

## Wersja brytyjska
W 2005 roku promo-singel „Blood Red Sandman” promował składankę „The Monster Show”.
1. „Blood Red Sandman”
2. „Devil Is A Loser”
3. „Would You Love A Monsterman?”

## Teledysk
Akcja rozgrywa się w starym drewnianym domu, który odwiedza trzech młodych ludzi zapewne nie słyszą oni piosenki „Blood Red Sandman”. Kiedy chłopak zaczyna kręcić spotkanie na starej kamerze zauważa Kalmę, którego nie widzą jego przyjaciółki. Nagle chłopak zostaje duszony, lecz nikt nie widzi przez kogo prócz kamery. W moment później również niewidoczny Amen zaciąga jedną z dziewczyn do pomieszczenia z którego już nie wraca. Gdy ostatnia dziewczyna zostaje sama zespół pojawia się z jej plecami, zaczyna grać i oplatają dziewczynę łańcuchami. Pod koniec dziewczyna odłącza magnetofon i zespół znika a dalej leżąca stara kamera pokazuje jak nagle Mr. Lordi rzuca się na dziewczynę i ją porywa do „potwornego snu”.

## Muzycy
- Mr. Lordi – wokal
- Amen – gitara elektryczna
- Kalma – gitara basowa
- Kita – perkusja
- Enary – klawisze